# Світ мистецтва кутюр’є. Любов Панченко (срібна монета)
«Світ мисте́цтва кутюр'є́. Любо́в Па́нченко» — срібна пам'ятна монета номіналом 10 гривень, випущена Національним банком України. Присвячена багатогранній постаті, видатній художниці-модельєру та шістдесятниці Любові Панченко. Ця пам'ятна монета уособлює її незламний дух та відданість національним традиціям, а також вшановує неоціненний внесок у розвиток української культури й мистецтва, які вона палко захищала й прославляла.
Монету введено в обіг 15 квітня 2025 року. Вона належить до серії «Українська спадщина».

## Опис монети та характеристики
| Номінал грн | Метал            | Маса, грам   | Діаметр, мм | Якість виготовлення       | Гурт                           | Тираж, штук |
| ----------- | ---------------- | ------------ | ----------- | ------------------------- | ------------------------------ | ----------- |
| 10          | срібло 925 проби | 31,1 / 33,62 | 38,61       | спеціальний анциркулейтед | гладкий із заглибленим написом | 5 000       |

### Аверс

Любов Панченко 1960-ті

На аверсі монети зображено стилізований портрет Любові Панченко, обрамлений елементами її славнозвісного твору «Бучанська весна». Її погляд, сповнений творчої енергії та свободи, проникає крізь час і простір, символізуючи силу та відданість своїм ідеалам. Ліворуч від портрета розташований малий Державний Герб України, напис «ЛЮБОВ ПАНЧЕНКО»; праворуч — рік карбування «2025», напис «УКРАЇНА», номінал «10» та графічний символ гривні. Ця композиція підкреслює тісний зв'язок художниці з її батьківщиною.

### Реверс
На реверсі монети зображено фрагмент твору «Бучанська весна» (елемент оздоблення — тамподрук), який символічно поєднується з портретом Любові Панченко, створюючи цілісну композицію. «Бучанська весна» — не просто картина, це своєрідний маніфест краси та незламності духу, адже саме в Бучі художниця народилася й жила. Цей образ навіки закарбувався в пам'яті міста і в серцях шанувальників таланту художниці, ставши символом віри у відродження.

## Автори
- Художник — Сагач Андрій.
- Скульптор — Володимир Дем'яненко.

## Вартість монети
Під час введення монети в обіг 2025 року Національний банк України реалізовував монету за ціною 3836 гривень.
Фактична приблизна вартість монети, з роками змінювалася так:
| Рік       | 2025  | 2026 | 2027 |
| --------- | ----- | ---- | ---- |
| Ціна, грн | 4 300 |      |      |